# アングロ・オーストラリアン天文台

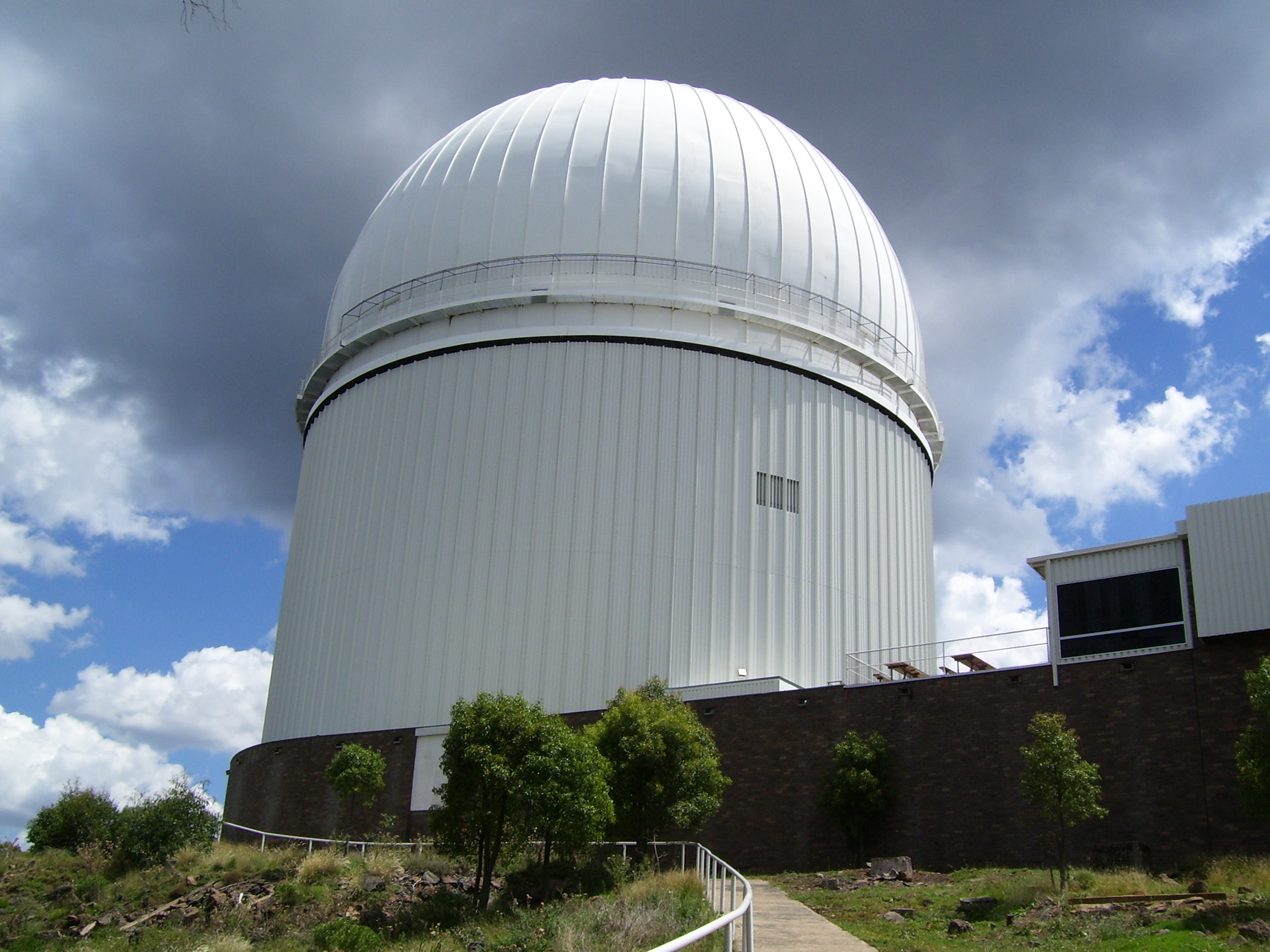
アングロ・オーストラリアン望遠鏡が収められたドーム

アングロ・オーストラリアン天文台 (アングロ・オーストラリアンてんもんだい、AAO) は本部がシドニーにある光学天文台である。
イギリスとオーストラリアの共同で設立され、口径3.9mのアングロ・オーストラリアン望遠鏡(AAT)と口径1.2mのUK シュミット望遠鏡(UKST)の2台の望遠鏡がサイディング・スプリング天文台と隣り合う立地で運用されている。
天文台はLeighton Holdingsによって1971年に設立された。.
2基の望遠鏡の運用の他に、AAT、UKST、その他ヨーロッパ南天天文台(ESO)の巨大望遠鏡(VLT)、さらにハワイのマウナケア天文台のための観測機器の開発と製作が行われている。
AAOは天文学に光ファイバーを取り入れた先駆者である。望遠鏡からの多数の観測対象の光を個別の分光器に導くことにより、限られた観測時間で同時に複数の観測対象を観測できるようになり、運用効率が上がった。